# سلول گولای

طرح‌وارهٔ یک سلول گولای

سلول گولای نوعی آشکارساز نور-آکوستیکی است که عمدتاً برای طیف‌سنجی فروسرخ استفاده می‌شود. این شامل یک محفظه پُر از گاز با مواد جاذب فروسرخ و یک دیافراگم یا غشای انعطاف‌پذیر است. هنگامی که پرتوی فروسرخ جذب می‌شود، گاز را گرم می‌کند و باعث انبساط آن می‌شود. درنتیجه افزایش در فشار غشا را تغییر شکل می‌دهد. نور بازتاب‌شده از غشاء توسط یک فتودیود آشکار می‌شود و حرکت غشاء باعث ایجاد تغییر در سیگنال روی فتودیود می‌شود. این مفهوم در اصل در سال ۱۹۴۷ توسط مارسل جی گولای توصیف شد که به نام او نامگذاری شد.
سلول گولای دارای حساسیت بالا و پاسخ هموار در طیف وسیعی از فرکانس‌ها است. زمان پاسخ نسبتاکم و درمرتبه ۱۰ میلی‌ثانیه است.. عملکرد آشکارساز در حضور ارتعاشات مکانیکی کاهش می‌یابد.